# Kajal Bagwandeen
Kajal Bagwandeen es una actriz, modelo, bailarina y presentadora de televisión sudafricana, conocida por su actuación en las películas Impunity, 3 Days to Go y las telenovelas 7de Laan e Isidingo: The Need.

## Biografía
Bagwandeen nació el 31 de agosto de 1983 en Durban, Sudáfrica. Tiene dos hermanas menores. Completó su título con honores en Contabilidad, Auditoría, Impuestos y Finanzas Gerenciales de la Universidad de KwaZulu-Natal en 2005. También se ha formado con muchos estilos de baile en Sudáfrica, India y el Reino Unido.

## Carrera profesional
En 2004, participó en el certamen Miss India SA y más tarde debutó en el cine con Bombay Duck, que se estrenó durante el Festival Internacional de Cine de Durban en 2006. Ese mismo año, se incluyó en la lista de los 12 finalistas del "concurso Backstage Superstar" de e.tv. También trabajó con Chalo Cinema como imagen de la marca. Al año siguiente, actuó como bailarina principal en Chalo Cinema 3 que se exhibió en el Emperor's Palace del 27 de noviembre al 3 de diciembre de 2007 en Johannesburgo. En ese año, fue nominada como la mejor debutante durante los premios KZN dance-link.
En 2008, se unió al elenco de la telenovela 7de Laan de SABC2 como "Asha Sharma". En 2009, interpretó el papel principal en el programa musical de Bollywood Bombay Crush producido por Anant Singh. Luego, en 2012, apareció en la telenovela Isidingo como "Devina". En 2017, apareció en la miniserie de televisión Madiba de BET Network como "Amina Cachalia". En el 2019, actuó en la película 3 Days to Go dirigida por Bianca Isaac. En la película, interpretó el papel de "Amy", y fue directora de casting y coproductora. El mismo año, interpretó el papel de "Vinaya the Villain" en la miniserie The Indian Detective transmitida por CTV y Netflix. Mientras tanto, fundó la compañía de producción "Imagine Worx" trabajando en colaboración con "EGG films", "Oglivy", "Fort", "Christa Schamberger", "Donavan Marsh" y "BOMB Productions". Fue directora de casting para la película Kings of Mulberry Street dirigida por Judy Naidoo en 2021.

## Filmografía
| Año  | Título               | Rol             |
| ---- | -------------------- | --------------- |
| 2008 | 7de Laan             | Asha Sharma     |
| 2010 | Jozi                 | Nadine          |
| 2012 | Isidingo: The Need   | Devina          |
| 2013 | Tempy Pushas         | Roshan          |
| 2014 | Impunity             | Samira Khan     |
| 2015 | Roer Jou Voete       | Meimoena        |
| 2017 | Madiba               | Ameena Cachalia |
| 2017 | The Indian Detective | Vinaya Malkani  |
| 2017 | HG's Shadow          | Karen           |
| 2019 | 3 Days to Go         | Amy             |

## Vida personal
Está casada y tiene un hijo.